# 10 Wojskowy Szpital Kliniczny z Polikliniką w Bydgoszczy

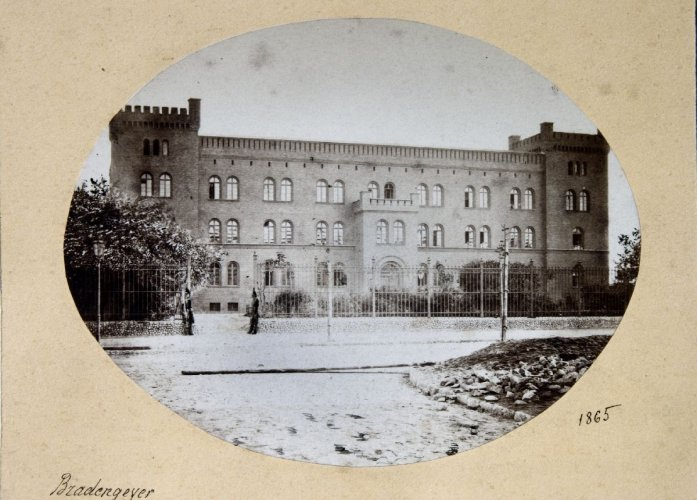
Pierwszy szpital garnizonowy (1850) przy ul. Jagiellońskiej, obecnie budynek CM UMK w Bydgoszczy

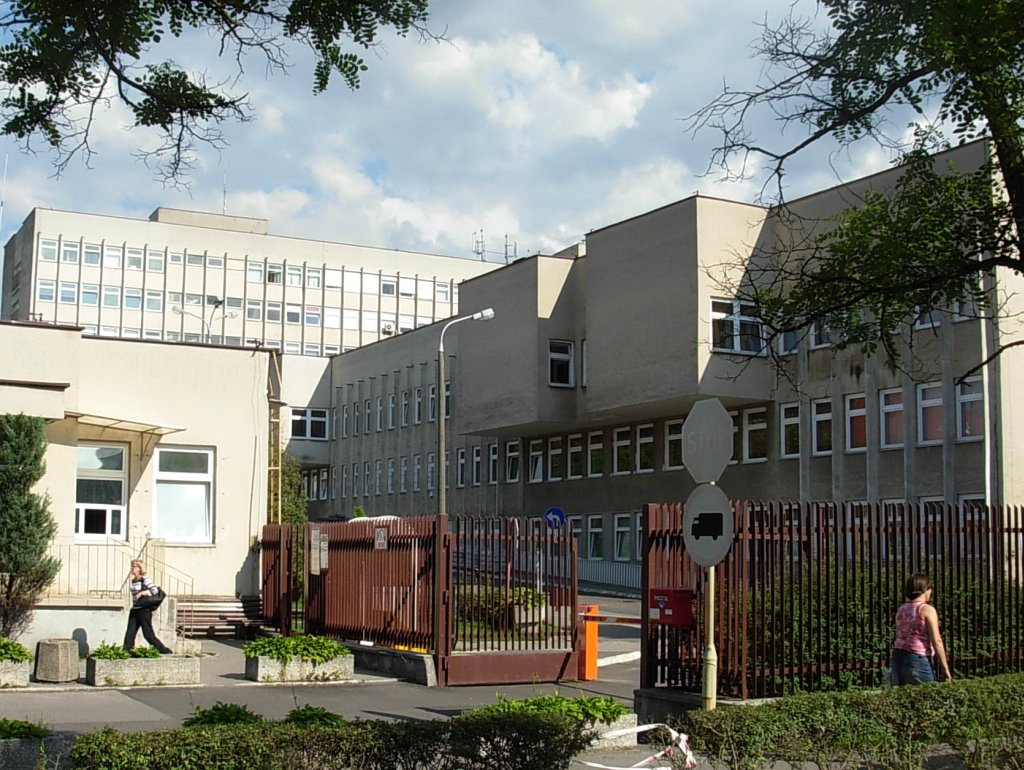
Szpital w 2011 roku

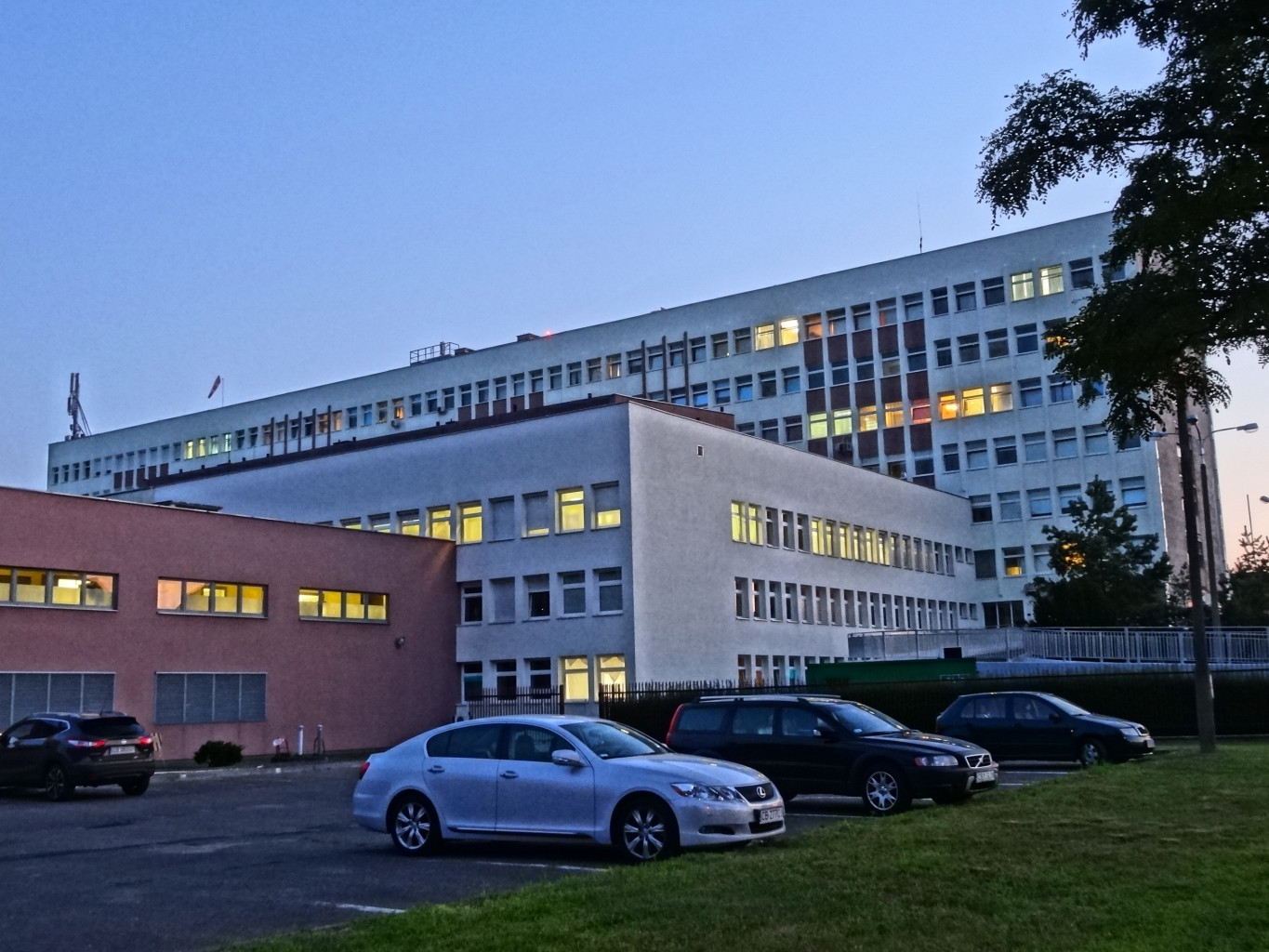
Część wschodnia

10 Wojskowy Szpital Kliniczny z Polikliniką SPZOZ – wielospecjalistyczna jednostka opieki zdrowotnej powstała w 1985 w Bydgoszczy na potrzeby Pomorskiego Okręgu Wojskowego. Jest szpitalem klinicznym, jednym z 19 szpitali wojskowych w kraju. Część personelu szpitala stanowi bazę 1. Wojskowego Szpitala Polowego w Bydgoszczy, uczestniczącego w misjach zagranicznych.

## Charakterystyka
Szpital dysponuje ponad 500 łóżkami. Rocznie hospitalizowanych jest 23 tys. chorych oraz przeprowadza się ok. 320 tys. porad ambulatoryjnych. W swojej strukturze posiada m.in. 8 klinik, 8 samodzielnych oddziałów klinicznych i 5 zakładów klinicznych. Natomiast przy szpitalnej poliklinice znajduje się 38 poradni specjalistycznych oraz 15 gabinetów podstawowej opieki zdrowotnej. Placówka dysponuje również nowoczesnym lądowiskiem sanitarnym, wyposażonym w podświetlaną oraz podgrzewaną płytę.
Wśród ok. 250 lekarzy pracujących w szpitalu ok. 30% legitymuje się tytułem profesora lub doktora nauk medycznych. W Klinice Neurochirurgii kierowanej przez prof. Marka Harata wykonano m.in. pierwszą w Europie operację głębokiej stymulacji mózgu u pacjentki cierpiącej na patologiczną otyłość oraz innowacyjną operację z wszczepieniem stymulatora mózgu.
Organem tworzącym dla szpitala jest Inspektorat Wojskowej Służby Zdrowia, podporządkowany bezpośrednio pod Ministerstwo Obrony Narodowej.

## Historia
Tradycje lecznictwa wojskowego w Bydgoszczy sięgają 1795 roku, kiedy utworzono lazaret garnizonowy w nowo wzniesionym budynku przy ul. Grodzkiej 2. W 1852 r. zastąpił go Szpital Garnizonowy przy ul. Jagiellońskiej 13 (od 1990 budynek administracyjny Collegium Medicum Uniwersytetu Mikołaja Kopernika). Funkcjonował on z przerwami (w latach 1928–1939 Garnizonowa Izba Chorych, szpital garnizonowy w Toruniu utworzył filię w Grudziądzu, nie w Bydgoszczy) do 1948 r., kiedy reaktywowano Szpital Garnizonowy w Toruniu, obejmujący jurysdykcją również żołnierzy garnizonu bydgoskiego. Brak szpitala garnizonowego w Bydgoszczy w okresie powojennym zrekompensowano poprzez utworzenie 15 marca 1948 r. Okręgowej Przychodni Lekarskiej Pomorskiego Okręgu Wojskowego, która początkowo mieściła się przy ul. Gdańskiej, następnie przy ul. Dwernickiego, by w 1963 r. przenieść się na ul. Powstańców Warszawy 5. Od początku zakładano, że Przychodnia POW będzie wchodzić w skład przyszłego szpitala. Za jego budową przemawiały: duża liczba wojskowych w Bydgoszczy (siedziba Pomorskiego Okręgu Wojskowego), znaczna odległość od szpitali wojskowych w Toruniu i Grudziądzu, które zajmowały wysłużone XIX-wieczne budynki, duże skupisko emerytów wojskowych.
W 1974 r. Służby Zakwaterowania i Budownictwa Ministerstwa Obrony Narodowej podjęły decyzję o budowie nowego kompleksu szpitalnego w Bydgoszczy, pierwszego w wojsku od zakończenia II wojny światowej. W 1976 r. powstała grupa organizacyjna, na której czele stanął Komendant Szpitala w budowie płk dr n. med. Zbigniew Żurowski. Projektantem szpitala był mjr. inż. arch. Wojciech Muller z Wojskowego Biura Projektów Budowlanych w Gdyni, a wykonawcą inwestycji Przedsiębiorstwo Budowy Obiektów Użyteczności Publicznej „Budopol” w Bydgoszczy. Budowę nowego obiektu realizowano od stycznia 1976 r. na obszarze 9 ha w sąsiedztwie istniejącej przychodni przy ul. Powstańców Warszawy, w północnej dzielnicy miasta (Zawisza) obfitującej w koszary i obiekty wojskowe. W trakcie budowy zostało określone, że szpital ma otrzymać status zakładu klinicznego.
W 1984 r. powołano Komendę Szpitala, z komendantem płk. dr. med. Henrykiem Woźniakiem. Uroczystego otwarcia szpitala 4 października 1985 dokonał ówczesny minister obrony narodowej gen. armii Florian Siwicki. Wyposażenie szpitala i skompletowanie personelu miało miejsce w latach 80. XX w.
W 1999 r. szpital z jednostki budżetowej stał się Samodzielnym Publicznym Zakładem Opieki Zdrowotnej (SPZOZ) i otworzył podwoje dla wszystkich pacjentów, nie tylko resortowych. W zakresie lecznictwa otwartego na bazie Polikliniki utworzono 13 gabinetów lekarzy podstawowej opieki zdrowotnej oraz system zabezpieczenia medycznego personelu i rodzin Centrum Szkolenia Sił Połączonych NATO. W 1999 r. eksperci NATO uznali bydgoski szpital wojskowy za jedyny w północnej Polsce, który spełniał standardy medyczne Paktu. Poszerzono zakres działania m.in. o szpitalny oddział ratunkowy połączony z oddziałem anestezjologii i intensywnej terapii. Szpital zyskał również Pracownię Genetyki Klinicznej. W placówce utworzono również skadrowany Szpital Operacji Pokojowych, a od 2011 r. 1. Wojskowy Szpital Polowy (z co najmniej 50 łóżkami, intensywną terapią i salą operacyjną z 2 stołami), którego personel był przygotowany na wyjazd w wyznaczony rejon działania sił ONZ. Lekarze i pielęgniarki tego szpitala brali udział m.in. w misjach stabilizacyjnych na środkowym Wschodzie, w Iraku i Afganistanie.
W 2010 r. szpital otrzymał certyfikat szpitala akredytowanego, nadany przez Radę Akredytacyjną powołaną przez Ministra Zdrowia. W tym roku oddano również do użytku nowy Dział Centrali Sterylizacji oraz nowoczesny Oddział Kliniczny Anestezjologii i Intensywnej Terapii. W 2012 r. na terenie szpitala otwarto lądowisko sanitarne.

Insygnia
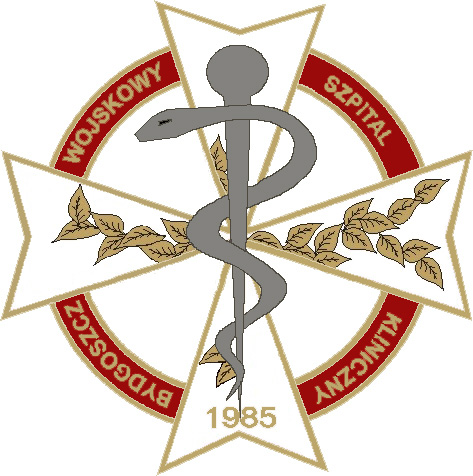
Odznaka pamiątkowa (2014)
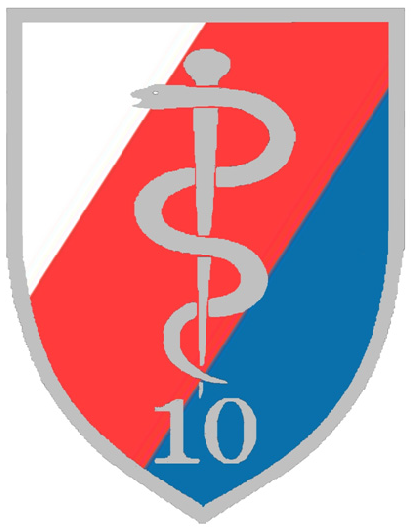
Oznaka rozpoznawcza na mundur wyjściowy (2014)
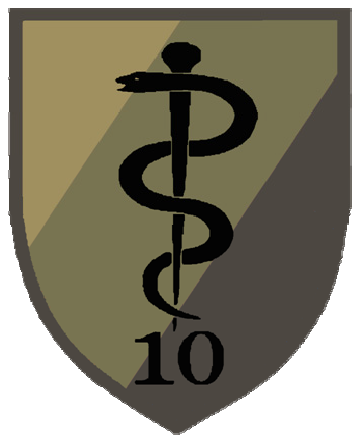
Oznaka rozpoznawcza na mundur polowy (2014)

## Działalność naukowa
Działalność naukowa Szpitala umożliwiła powołanie przed 2000 r. Rady Naukowej Szpitala, a także podjęcie działalności wydawniczej. Początkowo pod postacią „Biuletynu 10 Wojskowego Szpitala Klinicznego z Polikliniką”, który w 1999 roku zmieniono na czasopismo wyższej rangi tj. „Valetudinaria – Postępy Medycyny Klinicznej i Wojskowej”.
Na bazie placówki sformowano Szpital Kwatery Głównej przemianowany później na 1 Szpital Operacji Pokojowych, rozlokowany na rozkładanych kontenerach, który umożliwia udzielanie pomocy medycznej w warunkach pola walki.
Dla potrzeb wojska wykorzystano również telemedycynę. Od 2005 r. specjaliści ze szpitala uczestniczą za pomocą łączy telemedycznych w panelach dyskusyjnych, konferencjach, spotkaniach roboczych z ośrodkami na całym świecie. System ten wykorzystywany jest również do konsultacji medycznych i prowadzenia zabiegów chirurgicznych przez lekarzy 1. Polowego Szpitala Polowego podczas misji zagranicznych.

## Struktura organizacyjna

### Kliniki
- Klinika Neurochirurgii
- Klinika Rehabilitacji
- Klinika Psychiatryczna
- Klinika Ortopedii i Chirurgii Urazowej Narządu Ruchu
- Klinika Neurologiczna
- Klinika Kardiologii i Kardiochirurgii
- Klinika Chorób Wewnętrznych
- Klinika Chirurgii
- Klinika Ginekologii, Ginekologii Onkologicznej i Endokrynologii Ginekologicznej
- Klinika Anestezjologii i Intensywnej Terapii dla dorosłych im. płk. prof. Stanisława Pokrzywnickiego
- Klinika Pulmonologii, Alergologii i Onkologii Pulmonologicznej

### Oddziały kliniczne
- Oddział Chirurgii Twarzowo-Szczękowej
- Oddział Kliniczny Otolaryngologiczny
- Oddział Kliniczny Urologii i Onkologii Urologicznej
- Oddział Kliniczny Dermatologiczny
- Oddział Kliniczny Okulistyczny
- Kliniczny Szpitalny Oddział Ratunkowy

### Zakłady kliniczne
- Pracownia Genetyki Klinicznej
- Kliniczny Zakład Radiologii Lekarskiej
- Zakład Medycyny Nuklearnej
- Zakład Patomorfologii
- Zakład Analityki Lekarskiej

### Poliklinika
Przy szpitalu funkcjonuje poliklinika, która stanowi zakład opieki zdrowotnej, udzielający ambulatoryjnych porad lekarskich ogólnych i specjalistycznych, mający jednocześnie zadania naukowo-dydaktyczne.
- Pracownia EEG
- Poradnia Urologiczna
- Poradnia Reumatologiczna
- Poradnia Pulmonologiczna
- Poradnia Psychologiczna
- Poradnia Psychiatryczna
- Poradnia Preluksacyjna
- Poradnia Otolaryngologiczna
- Poradnia Ortoptyczna – Leczenia Zeza
- Poradnia Ortopedyczna
- Poradnia Onkologiczna
- Poradnia Okulistyczna
- Poradnia Neurologiczna
- Poradnia Neurochirurgiczna
- Poradnia Nefrologiczna
- Poradnia Medycyny Pracy
- Poradnia Kontroli Rozruszników
- Poradnia Kardiologiczna
- Poradnia Ginekologiczna
- Poradnia Gastroenterologiczna
- Poradnia Endokrynologiczna
- Poradnia Diabetologiczna
- Poradnia Dermatologiczna
- Poradnia Chirurgii Szczękowej
- Poradnia Chirurgii Onkologicznej
- Poradnia Chirurgiczna
- Poradnia Audiologiczna
- Poradnia Alergologiczna

## Obecni i byli pracownicy szpitala
Komendanci szpitala:
- płk rez. dr Zbigniew Pawłowicz (późniejszy dyrektor Regionalnego Centrum Onkologii w Bydgoszczy, Senator i Poseł RP[10]).
- gen. bryg. rez. dr Andrzej Wiśniewski (późniejszy Szef Inspektoratu Wojskowej Służby Zdrowia w Warszawie[11])
- płk rez. dr Krzysztof Kasprzak
- płk dr Jarosław Marciniak (2015–2019)
- płk dr n. med. Robert Szyca (2019-2024)
- płk dr n. med. Sławomir Wawrzyniak (od 2024)

Naukowcy związani z 10 WSzKzP SP ZOZ:
- Aleksander Goch
- Marek Harat
- Krzysztof Leksowski
- Zdzisław Maciejek
- Emilia Mikołajewska
- Lech Walasek[12]

## Nagrody
- 2. miejsce w województwie kujawsko-pomorskim (19. w kraju) w rankingu „Bezpieczny Szpital 2015” przygotowanym przez Centrum Monitorowania Jakości w Ochronie Zdrowia[13]
- II miejsce w Ogólnopolskim Konkursie Medycznym Perły Medycyny 2014 (srebrna statuetka Eskulapa) w kategorii Manager dla komendanta 10WSzkzP SPZOZ płk dr Krzysztofa Kasprzaka[14]
- Nagroda Specjalna w konkursie „Firma 25-lecia Wolności RP” w kategorii medycyna, przyznana decyzją Rady Programowej Narodowego Programu Promocji Polska Przedsiębiorczość i Zarządu Mazowieckiego Zrzeszenia Handlu, Przemysłu i Usług[15]
- 19. miejsce w skali kraju i 2. miejsce w województwie kujawsko-pomorskim w kategorii szpitale zabiegowe, wielospecjalistyczne i onkologicznych w „Złotej Setce” ogólnopolskiego rankingu „Bezpieczny Szpital” 2014, przygotowanego przez Centrum Monitorowania Jakości w Ochronie Zdrowia oraz wydawnictwo Blue Media[16]
- „Nominacji do Lauru Logistycznego dla 10 Wojskowego Szpitala Klinicznego z Polikliniką” 2014 przez Ogólnopolski Dwutygodnik Budowlany Profile[17]
- Dyplom „Benemerenti” (Ordynariat Polowy WP) – 2014[18]
- „Laur pacjenta” w kategorii LEKARZ – specjalista w dziedzinie: INTERNISTA, KARDIOLOG dla prof. dr. hab. n. med. Aleksandra Gocha, Kierownika Kliniki Kardiologii i Kardiochirurgii 10 Wojskowego Szpitala Klinicznego z Polikliniką SP ZOZ w Bydgoszczy[19]
- Pracownicy 10 Wojskowego Szpitala Klinicznego z Polikliniką SP ZOZ wśród laureatów plebiscytu „Złoty Stetoskop 2014” na ulubionego lekarza, pielęgniarkę i położną oraz przychodnię[20]